# Fountain Green (Utah)
Fountain Green – miasto w Stanach Zjednoczonych, w stanie Utah, w hrabstwie Sanpete.